# Fiumara
Fiumara egy  község (comune) Olaszország Calabria régiójában, Reggio Calabria megyében.

## Fekvése
A megye nyugati részén fekszik. Határai: Calanna, Campo Calabro, Reggio Calabria, San Roberto, Scilla és Villa San Giovanni

## Története
Valószínűleg a 9. században alapították a szaracén portyázások elől menekülő tengerparti lakosok. A 19. században, amikor a Nápolyi Királyságban felszámolták a feudalizmust, Villa San Giovanni része lett. A 19. század közepén vált önálló községgé. 1927 és 1948 között ismét Villa San Giovanni része volt.

## Népessége
A népesség számának alakulása:

## Főbb látnivalói
- San Pietro Apostolo-templom
- Madonna dell’Immacolata-templom
- Croce degli Angeli-templom
- San Francesco d’Assisi-templom
- Madonna del Carmine-templom
- Madonna dell’Immacolata-templom